# Herb gminy Bledzew
Herb gminy Bledzew – jeden z symboli gminy Bledzew, ustanowiony 14 maja 1996.

## Wygląd i symbolika
Herb przedstawia na tarczy w polu czerwonym białego orła, trzymającego w szponach złote insygnia opackie (mitrę i pastorał) i ukoronowanego złotą koroną. Jest to historyczny herb Bledzewa z czasów, gdy był on jeszcze miastem.